# Euphorbia ammatotricha
Euphorbia ammatotricha es una especie fanerógama perteneciente a la familia Euphorbiaceae. Es originaria de   México (San Luis Potosí).

## Taxonomía
Euphorbia ammatotricha fue descrita por Pierre Edmond Boissier y publicado en Centuria Euphorbiarum 10–11. 1860.
Etimología
Euphorbia: nombre genérico que deriva del médico griego del rey Juba II de Mauritania (52 a 50 a. C. - 23), Euphorbus, en su honor – o en alusión a su gran vientre –  ya que usaba médicamente Euphorbia resinifera. En 1753 Carlos Linneo asignó el nombre a todo el género.
ammatotricha: epíteto latino 
Sinonimia
- Chamaesyce ammatotricha (Boiss.) Millsp.	[3][4]